# Victor Poletti
Victor Poletti (Parma, 23 gennaio 1949 – Modena, 24 febbraio 2018) è stato un attore e scrittore italiano.

## Biografia
Nel 1984 Poletti, insieme a Silvia Dionisio, è il sorridente interprete dello spot pubblicitario di Campari, primo mini-film pubblicitario girato da Federico Fellini, che rappresenta un onirico viaggio su un treno. Dal 1982 al 1986 era comparso nella videosigla della trasmissione televisiva a premi "Il pranzo è servito" condotto allora da Corrado.

## Filmografia

### Cinema
- Bocche cucite, regia di Pino Tosini (1970)
- La casa delle mele mature, regia di Pino Tosini (1971)
- I racconti romani di una ex novizia, regia di Pino Tosini (1973)
- Il bisbetico domato, regia di Castellano e Pipolo (1980)
- E la nave va, regia di Federico Fellini (1983)
- Anche lei fumava il sigaro, regia di Alessandro Di Robilant (1985)
- Tango blu, regia di Alberto Bevilacqua (1987)
- Zoo, regia di Cristina Comencini (1988)
- Fiori di zucca, regia di Stefano Pomilia (1989)
- Tentazione di Venere (Meeting Venus), regia di István Szabó (1991)
- Tifosi, regia di Neri Parenti (1999)
- Una furtiva lacrima, regia di Riccardo Sesani (1999)
- I cavalieri che fecero l'impresa, regia di Pupi Avati (2001)

### Televisione
- Cuore, regia di Luigi Comencini – miniserie TV (1984)
- Baciami strega, regia di Duccio Tessari – film TV (1985)
- La Storia, regia di Luigi Comencini – miniserie TV (1986)
- Investigatori d'Italia, regia di Paolo Poeti – miniserie TV (1987)
- Ombre, regia di Cinzia TH Torrini – miniserie TV (1999)

## Opere

### Romanzi
- Un angelo blu, Napoli, Graus Editore, 2012, ISBN 978-88-8346-382-2.